# 坦佩雷-皮尔卡拉机场

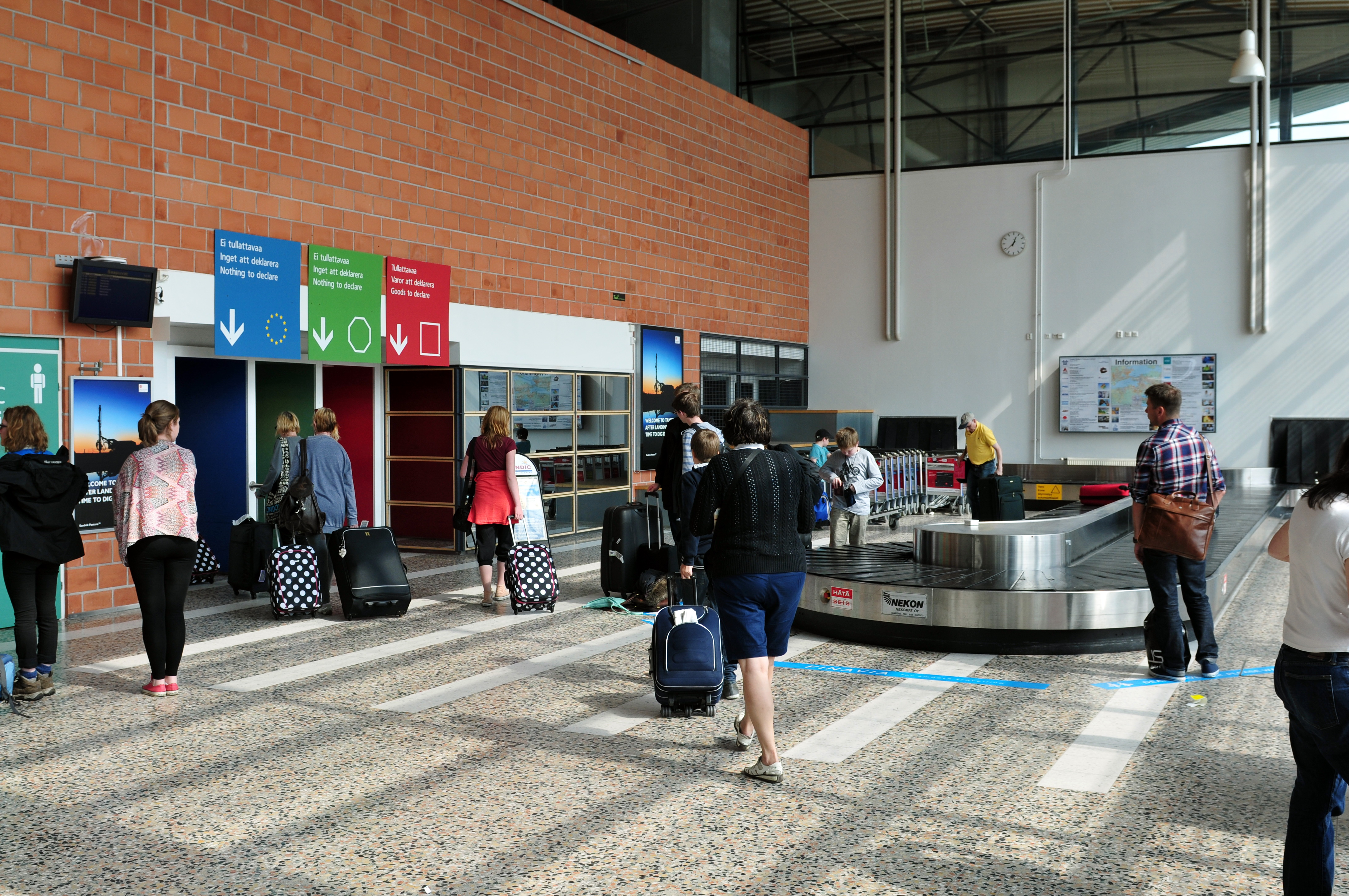
1號航站樓

坦佩雷-皮尔卡拉机场（芬蘭語：Tampere-Pirkkalan lentoasema，IATA：TMP，ICAO：EFTP），是位于芬兰皮尔坎马区皮尔卡拉市镇的机场。该机场主要为坦佩雷市服务，距离坦佩雷市区大约17公里。

## 历史
坦佩雷的机场最早建于1936年，位于距市区6公里的海尔迈莱区（Härmälä）。当时芬兰航空的前身Aero Oy开通了由坦佩雷往返赫尔辛基、瓦萨、奥卢和凯米等地的航班。直到1979年，新建成的坦佩雷-皮尔卡拉机场替代了Härmälä机场。

## 现状
现在的坦佩雷-皮尔卡拉机场是芬兰第三繁忙的机场和第二繁忙的国际机场。旅客运输量逐年迅速增长。2007年运送旅客68.8万人次。这很大程度上归功于廉价航空公司瑞安航空开通了该机场到欧洲各地的航班。
坦佩雷-皮尔卡拉机场现有两座航站楼。其中2号航站楼是将一处旧航站楼重新启用，成为廉价航空专用航站楼，目前由瑞安航空使用。其他航空公司使用1号航站楼。
坦佩雷-皮尔卡拉机场也是芬兰空军萨塔昆塔司令部的驻地，驻扎有F/A-18大黄蜂战斗攻击机。